# Yersinia pestis
Yersinia pestis (преди Pasteurella pestis) е грам-отрицателна, неподвижна бактерия с пръчковидна форма и без спори. Тя е факултативен анаеробен организъм, който може да инфектира хората чрез бълхата Xenopsylla cheopis. Причинява болестта чума, която приема три основни форми: пневмонична, септицемична и бубонна.
И трите форми са били отговорни за епидемии с висока смъртност през човешката история, включително Чумата на Юстиниан през VI век, Черната смърт, която отнела живота на поне една трета от европейското население между 1347 и 1353 г. и Третата пандемия, понякога наричана Модерната чума, която започнала в края на XIX век в Китай и се разпространила чрез плъховете на параходите и отнела живота на почти 10 милиона души.
Тези чуми може би са произлезли от Централна Азия и са били пренесени на запад по търговските пътища. Но изследвания през 2018 г. намерили доказателства за патогена в древна шведска гробница, който може да е бил причина за това, което е било описвано като неолитния упадък около 3000 пр. Хр., който намалява европейското население значително. Това може да означава, че Yersinia pestis може да е произлязла от Европа от културата Кукутени-Трипилия вместо от Азия.
Yersinia pestis е била открита през 1894 г. от Александре Йерсин, швейцарски/френски лекар и бактериолог от института „Пастьор“, по време на епидемия от чума в Хонг Конг. Китасато Шибасабуро, обучен в Германия японски бактериолог, който практикувал методологията на Кох, също е бил ангажиран по време на откриването на причинителя на чумата. Но Йерсин е бил този, който е свързал чумата с Yersinia pestis. Преди името ѝ е било Pasteurella pestis, но е преименувана на Yersinia pestis през 1944 г.
Всяка година Световната здравна организация все още докладва за хиляди случаи на чума, въпреки че с подходящо антибиотично лечение прогнозата за жертвите сега е много по-добра. По време на Виетнамската война е имало пет до шест пъти увеличение на случаите, вероятно поради нарушаването на екосистемите и близостта между хора и животни. Чумата сега се среща често в Африка на юг от Сахара и Мадагаскар, райони които сега са отговорни за над 95% от документираните случаи. Чумата също има пагубен ефект върху нечовешки бозайници. В Съединените щати, бозайници като черноопашатото прерийно куче и застрашения чернокрак пор са под заплаха.

## Основни характеристики
Yersinia pestis е неподвижна, пръчковидна, факултативна бактерия с биполярно оцветяване (което и придава вида на безопасна игла), която произвежда антифагоцитозен слой от слуз. Подобно на другите Yersinia видове, тя дава отрицателни тестове за уреаза, лактозна ферментация и индол. Най-близкият ѝ родственик е стомашночревния патоген Yersinia pseudotuberculosis, а Yersinia enterocolitica е по-далечен.

## Патогенеза и имунитет
В градските и силватичните (горските) цикли на Yersinia pestis по-голямата част от разпространението се осъществява между гризачи и бълхи. В силватичния цикъл гризачът е див, а в градския цикъл гризачът е основно кафявия плъх (Rattus norvegicus). В допълнение Yersinia pestis може да се разпространява от градската среда и обратно. Предаването на хора обикновено е чрез ухапване от инфектирана бълха. Ако болестта е прогресирала до пневмонична форма, хората могат да разпространяват бактерията на други чрез кашляне, повръщане и евентуално кихане.

## Преносители
Няколко вида гризачи служат като основен преносител на Yersinia pestis в природата. В степите основният преносител се смята, че е мармотът. В Западните Съединени щати няколко вида гризачи се смятат за преносители, но очакваните динамики на болестта не са намерени в нито един от тях. Познати са няколко вида гризачи, които имат променлива устойчивост, което може да доведе до състояние на асимптоматичен преносител. Има доказателства за това, че бълхи от други бозайници имат роля в избухването на епидемии от чума при хората.
Липсата на знание за динамиките на чумата при бозайниците важи и за податливите гризачи като черноопашатото прерийно куче (Cynomys ludovicianus), при което чумата може да причини колапс на колонията, което води до масивен ефект при прерийните хранителни мрежи. Но динамиките на пренасяне на прерийното куче не следват тези на бълхите.
В други региони на света преносителят на инфекцията не е ясно идентифициран, което усложнява превенцията и програмите за ранно предупреждение. Такъв пример е имало при избухването на епидемия в Алжир през 2003 г. Домашните котки са податливи на чумата. Техните симптоми са подобни на тези при хората. Котките, инфектирани с чума, могат да инфектират хората чрез ухапване, одраскване, кашляне или кихане.